# Volleyligaen (damer)
Volleyligaen är den högsta serien inom volleyboll i Danmark. Vinnaren blir danska mästare.

## Resultat per säsong[1]
| Säsong                  | Podium             | Podium             | Podium              |
| Mästare                 | Tvåa               | Trea               |                     |
| ----------------------- | ------------------ | ------------------ | ------------------- |
| 1962-63 mer information | VK Vognmandsmarken | Hvidovre VK        | ASV Århus           |
| 1963-64 mer information | VK Vognmandsmarken | ASV Århus          | Nyborg VK           |
| 1964-65 mer information | VK Vognmandsmarken | USG København      | Åbyhøj IF           |
| 1965-66 mer information | VK Vognmandsmarken | Ryesgade VK        | Åbyhøj IF           |
| 1966-67 mer information | VK Vognmandsmarken | USG København      | Nyborg VK           |
| 1967-68 mer information | USG København      | VK Vognmandsmarken | Nyborg VK           |
| 1968-69 mer information | Gladsaxe VK        | USG København      | Nyborg VK           |
| 1969-70 mer information | ASV Århus          | Gladsaxe VK        | USG København       |
| 1970-71 mer information | Bokma Odense       | Gladsaxe VK        | ASV Århus           |
| 1971-72 mer information | Bokma Odense       | ASV Århus          | Gladsaxe VK         |
| 1972-73 mer information | Bokma Odense       | ASV Århus          | Gladsaxe VK         |
| 1973-74 mer information | Gladsaxe VK        | Bokma Odense       | VK Shima            |
| 1974-75 mer information | Bokma Odense       | ASV Århus          | Gladsaxe VK         |
| 1975-76 mer information | ASV Århus          | Gladsaxe VK        | DHG Odense          |
| 1976-77 mer information | Gladsaxe VK        | ASV Århus          | DHG Odense          |
| 1977-78 mer information | ASV Århus          | DHG Odense         | Gladsaxe VK         |
| 1978-79 mer information | Helsingør KFUM     | ASV Århus          | Gladsaxe VK         |
| 1979-80 mer information | Helsingør KFUM     | Skødstrup SF       | Gladsaxe VK         |
| 1980-81 mer information | Helsingør KFUM     | Skødstrup SF       | BVC Esbjerg         |
| 1981-82 mer information | Helsingør KFUM     | ASV Århus          | Skødstrup SF        |
| 1982-83 mer information | Helsingør KFUM     | Skødstrup SF       | ASV Århus           |
| 1983-84 mer information | Helsingør KFUM     | Gladsaxe VK        | ASV Århus           |
| 1984-85 mer information | Helsingør KFUM     | Gladsaxe VK        | ASV Århus           |
| 1985-86 mer information | Helsingør KFUM     | Brøndby VK         | Gladsaxe VK         |
| 1986-87 mer information | Helsingør KFUM     | ASV Århus          | Gladsaxe VK         |
| 1987-88 mer information | Holte IF           | ASV Århus          | Gladsaxe VK         |
| 1988-89 mer information | Holte IF           | Helsingør KFUM     | ASV Århus           |
| 1989-90 mer information | Holte IF           | VK Fortuna Odense  | VK Næstved          |
| 1990-91 mer information | ASV Århus          | Holte IF           | VK Fortuna Odense   |
| 1991-92 mer information | VK Fortuna Odense  | Holte IF           | ASV Århus           |
| 1992-93 mer information | Holte IF           | VK Fortuna Odense  | ASV Århus           |
| 1993-94 mer information | Holte IF           | VK Fortuna Odense  | DHG Odense          |
| 1994-95 mer information | Holte IF           | VK Fortuna Odense  | DHG Odense          |
| 1995-96 mer information | Holte IF           | USG København      | DHG Odense          |
| 1996-97 mer information | Holte IF           | DHG Odense         | VK Fortuna Odense   |
| 1997-98 mer information | Holte IF           | DHG Odense         | IK Skovbakken       |
| 1998-99 mer information | Holte IF           | DHG Odense         | VK Fortuna Odense   |
| 1999-00 mer information | DHG Odense         | Holte IF           | Gentofte Volley     |
| 2000-01 mer information | DHG Odense         | Holte IF           | Gentofte Volley     |
| 2001-02 mer information | DHG Odense         | Holte IF           | Aalborg HIK         |
| 2002-03 mer information | Holte IF           | DHG Odense         | Aalborg HIK         |
| 2003-04 mer information | DHG Odense         | Holte IF           | Aalborg HIK         |
| 2004-05 mer information | Lyngby Volley      | Holte IF           | VK Fortuna Odense   |
| 2005-06 mer information | VK Fortuna Odense  | Holte IF           | Lyngby Volley       |
| 2006-07 mer information | VK Fortuna Odense  | Lyngby Volley      | Holte IF            |
| 2007-08 mer information | VK Fortuna Odense  | Holte IF           | Brøndby VK          |
| 2008-09 mer information | Holte IF           | VK Fortuna Odense  | Brøndby VK          |
| 2009-10 mer information | VK Fortuna Odense  | Holte IF           | Brøndby VK          |
| 2010-11 mer information | Brøndby VK         | Holte IF           | VK Fortuna Odense   |
| 2011-12 mer information | Holte IF           | Brøndby VK         | VK Fortuna Odense   |
| 2012-13 mer information | Holte IF           | Brøndby VK         | VK Fortuna Odense   |
| 2013-14 mer information | Brøndby VK         | Holte IF           | VK Fortuna Odense   |
| 2014-15 mer information | Brøndby VK         | Lyngby Volley      | Holte IF            |
| 2015-16 mer information | Brøndby VK         | Holte IF           | Amager VK           |
| 2016-17 mer information | Holte IF           | Brøndby VK         | Amager VK           |
| 2017-18 mer information | Brøndby VK         | Holte IF           | Amager VK           |
| 2018-19 mer information | Holte IF           | Brøndby VK         | Elite Volley Aarhus |
| 2019-20 mer information | Holte IF           | Brøndby VK         | Gentofte Volley     |
| 2020-21 mer information | Holte IF           | Gentofte Volley    | VK Vestsjælland     |
| 2021-22 mer information | Brøndby VK         | Holte IF           | ASV Elite           |
| 2022-23 mer information | ASV Elite          | Holte IF           | Gentofte Volley     |

## Titlar per klubb
| Klubb              | Antal titlar | Vunna säsonger |
| ------------------ | ------------ | --- |
| Holte IF           | 18           | 1987/88, 1988/89, 1989/90, 1992/93, 1993/94, 1994/95, 1995/96, 1996/97, 1997/98, 1998/99, 2002/03, 2008/09, 2011/12, 2012/13, 2016/17, 2018/19, 2019/20, 2020/21 |
| Helsingør KFUM     | 9            | 1978/79, 1979/80, 1980/81, 1981/82, 1982/83, 1983/84, 1984/85, 1985/86, 1986/87                                                                                  |
| Brøndby VK         | 6            | 2010/11, 2013/14, 2014/15, 2015/16, 2017/18, 2021/22 |
| VK Vognmandsmarken | 5            | 1962-63, 1963-64, 1964-65, 1965-66, 1966-67 |
| VK Fortuna Odense  | 5            | 1991-92, 2005-06, 2006-07, 2007-08, 2009-10 |
| ASV Århus          | 5            | 1969/70, 1975/76, 1977/78, 1990/91, 2022/23 |
| Bokma Odense       | 4            | 1970-71, 1971-72, 1972-73, 1974-75 |
| DHG Odense         | 4            | 1999-00, 2000-01, 2001-02, 2003-04 |
| Gladsaxe VK        | 3            | 1968-69, 1973-74, 1976-77 |
| USG København      | 1            | 1967-68 |
| Lyngby Volley      | 1            | 2004-05 |